# Tustin (Míchigan)
Tustin es una villa ubicada en el condado de Osceola en el estado estadounidense de Míchigan. En el Censo de 2010 tenía una población de 230 habitantes y una densidad poblacional de 229,47 personas por km².

## Geografía
Tustin se encuentra ubicada en las coordenadas 44°6′3″N 85°27′32″O / 44.10083, -85.45889. Según la Oficina del Censo de los Estados Unidos, Tustin tiene una superficie total de 1 km², de la cual 1 km² corresponden a tierra firme y (0%) 0 km² es agua.

## Demografía
Según el censo de 2010, había 230 personas residiendo en Tustin. La densidad de población era de 229,47 hab./km². De los 230 habitantes, Tustin estaba compuesto por el 95.22% blancos, el 0.43% eran afroamericanos, el 0% eran amerindios, el 1.3% eran asiáticos, el 0% eran isleños del Pacífico, el 0.43% eran de otras razas y el 2.61% pertenecían a dos o más razas. Del total de la población el 1.3% eran hispanos o latinos de cualquier raza.